# Bill Bo und seine Kumpane
Bill Bo und seine Kumpane ist ein vierteiliges Puppenspiel der Augsburger Puppenkiste aus dem Jahr 1968. Es basiert auf dem Buch Bill Bo und seine sechs Kumpane von Josef Göhlen.

## Handlung

### Folge 1: Der Plan
In der Zeit des Dreißigjährigen Krieges ziehen der hessische Räuberhauptmann Bill Bo und seine vier Kumpane, der Sachse Kill Waas, der Bayer Gselcher, der Schwabe Roter Hein und der Ungar, raubend umher. Sie besetzen das Gasthaus „Zum friedlichen Esel“ am Rhein, wo Bill Bo den Plan fasst, die auf einer Flussinsel liegende Burg Dingelstein zu erobern und sich dort dauerhaft niederzulassen. Da dort lediglich der Graf, seine Tochter Ding-Ding, die Haushälterin Augusta, ein Torwächter und z. Z. der spanische Neffe des Grafen, Don Josefo, leben, meint er leichtes Spiel zu haben und will die Bewohner der Burg als Geiseln nehmen, um sich vor Angriffen der Armee zu sichern. Der Wirt der Gaststätte belauscht sie jedoch und informiert die Burgbewohner. Ding-Ding verkleidet sich daraufhin als Junge und schleicht sich bei den Räubern ein, um deren Pläne zu erfahren. Ihr Freund, das sprechende Eichhörnchen Willi, verrät sie versehentlich, sie entkommt Bill Bo und seinen Mannen jedoch dank der Hilfe des ebenfalls sprechenden Reihers Wally.
Erstausstrahlung: 27. Oktober 1968

### Folge 2: Der Angriff
Bill Bo und seine Bande machen sich nach langem Feiern an die Arbeit: Ein Floß muss gebaut werden, um den Rhein zu überqueren. Nachdem den Räubern das Floß vom Reiher Wally gestohlen worden ist und sie neu haben anfangen müssen, fahren sie auf dem Floß zur Burg. Die Bewohner und der Wirt lärmen aber im Burghof so laut, dass der Schall auf die Anwesenheit einer großen Personengruppe schließen lässt. Bill Bo und seine Männer befürchten eine starke Bewachung in Form einer Armee und stürzen vor Furcht in den Rhein. Da sie keine Vorräte im Wirtshaus haben, beschließen sie in das nahe Alheim zu gehen. Mit gestohlenen Uniformen und falschen Bärten geben sie sich dort als Landsknechte aus.
Erstausstrahlung: 3. November 1968

### Folge 3: Die List
Kill Waas versucht in der Alheimer Bibliothek Informationen über die Architektur von Dingelstein zu erhalten, während seine Freunde nach einer Schlägerei im Brauhaus vom Obristen des Herzoglich Bayerischen Regiments zum Rapport bestellt werden. Ding-Ding wird von ihrem Vater nach Alheim geschickt, um Freiwillige für die Bewachung der Burg zu finden. Unter den Angetretenen des Rapports finden sich wenige Begeisterte, woraufhin sich die verkleideten Räuber melden. Kill Waas wird derweil vom Bibliothekar erkannt, kann aber getarnt fliehen. Ding-Ding und die angeheuerten Räuber ziehen unterdessen Richtung Burg davon.
Erstausstrahlung: 17. November 1968.

### Folge 4: In der Falle
Ding-Ding bringt die verkleideten Räuber auf die Burg, wo sie sich, nach einem Wutanfall Bill Bos, der den daraufhin ohnmächtigen Don Josefo trifft, zu erkennen geben. Dank einer geheimen Falltür kann der Graf die Eindringlinge, versehentlich aber auch Don Josefo, der wieder zu sich gekommen ist, im Kerker einsperren. Der Spanier entkommt jedoch durch einen Geheimgang. Kill Waas fährt derweil als Hausierer verkleidet zur Burg und kommt dort mit Don Josefo ins Gespräch. Nach dessen Bericht über die gefangenen Räuber spielt der Sachse den Ungläubigen und lässt sich seine Kumpane zeigen. Wieder vereint, setzen sie nun ihrerseits Don Josefo sowie Augusta und den Grafen fest. Nachdem Ding-Ding mit dem Schlüssel zur Geheimtür den Grafen, Don Josefo und Augusta befreit hat, ist das Druckmittel der Bande, das sie unangreifbar machen sollte, fort. Beim Anblick des Alheimer Regiments, das sich am anderen Ufer postiert hat, geraten sie in Panik und versuchen sie zu fliehen, werden aber von Ding-Ding, dem aus Alheim geflohenen Torwächter Alheims und dem Wirt mit einem Fischernetz gefangen. Am Ende bringt man die Bande ins Gefängnis.
Erstausstrahlung: 24. November 1968.

## Synchronisation
| Rolle                    | Sprecher                |
| ------------------------ | ----------------------- |
| Bill Bo                  | Sepp Strubel            |
| Kill Waas                | Walter Oehmichen        |
| Gselcher                 | Walter Schellemann      |
| Roter Hein               | Ernst Josef Ammann      |
| Ungar                    | Hanns-Joachim Marschall |
| Ding-Ding                | Gerlind Ohst            |
| Graf von Dingelstein     | Walter Oehmichen        |
| Augusta                  | Margot Schellemann      |
| Don Josefo               | Manfred Jenning         |
| Torhüter von Dingelstein | Max Bößl                |
| Eichhörnchen Willi       | Max Bößl                |
| Reiher Wally             | Herbert Meyer           |
| Torwächter von Alheim    | Manfred Jenning         |
| Obrist                   | Hanns-Joachim Marschall |
| Bürgermeister von Alheim | Sepp Strubel            |
| Bibliothekar             | Walter Schellemann      |
| Esel                     | Manfred Jenning         |
| Marder                   | Manfred Jenning         |
| Erzähler                 | Manfred Jenning         |

## Weitere Veröffentlichungen
Auf Grundlage des Puppenspiels entstand im Jahr 1971 das 47-minütige Hörspiel Bill Bo und seine sechs Kumpane, produziert von der Walt Disney Musikverlag GmbH. Die Sprecher sind z. T. die gleichen wie im Fernsehmehrteiler.
Die TV-Produktion erschien im Jahr 2011 als DVD.
2018 wurde die erste Staffel des Hörspiels Bill Bo und seine Bande auf Audible veröffentlicht. 2019 wurde die zweite Staffel veröffentlicht.